# Olympische Sommerspiele 2008/Teilnehmer (Liberia)
| Gelbes Symbol für Goldmedaillen mit stilisierten Olympischen Ringen | Graues Symbol für Silbermedaillen mit stilisierten Olympischen Ringen | Braundes Symbol für Bronzemedaillen mit stilisierten Olympischen Ringen |
| ------------------------------------------------------------------- | --------------------------------------------------------------------- | ----------------------------------------------------------------------- |
| —                                                                   | —                                                                     | —                                                                       |

Liberia war mit der Teilnahme an den Olympischen Sommerspielen 2008 in Peking insgesamt zum 11. Mal bei Olympischen Spielen vertreten. Die erste Teilnahme war 1956.

## Leichtathletik
| Disziplin        | Männer         | Frauen    |
| ---------------- | -------------- | --------- |
| 200 Meter Sprint |                | Kia Davis |
| 400 Meter Sprint | Siraj Williams | Kia Davis |
| Zehnkampf        | Jangy Addy     |           |